# 韩德民
韩德民（1951年5月4日—），辽宁大连人，中国中国耳鼻咽喉学专家，中国工程院院士。

## 生平
1990年获中国医科大学医学博士学位，1991年获日本金泽医科大学医学博士学位。2013年当选为中国工程院院士。